# Мар'янівка (місцевість)
Мар'янівка — історична місцевість Житомира, в минулому передмістя та хутір.

## Розташування
Розташована на північному сході Житомира, на північ від Київської вулицеї. Із заходу обмежена залізницею, з півночі — річкою Крошенкою, зі сходу — вулицею Коростишівською.  
До Мар'янівки прилучаються: з півночі — хутір Затишшя, з півдня завокзальна частина міста. Частина Мар'янівки, що розташована на схід від річки Вошивиці розкинулася на теренах історичної місцевості Смоківки. 
Головні вулиці місцевості — Якова Зайка, Саєнка та Коростишівська, якими курсують автобуси, маршрутні таксі.

## Історія
Місцевість почала формуватися у другій половині ХІХ століття як одне з приміських поселень вздовж нинішньої вулиці Саєнка — старої дороги на Радомишль.
За даними перепису населення 1897 року, у приміському хуторі Мар'янівка 338 мешканців.
Станом на 1915 рік частина Мар'янівки на схід від річки Вошивиці — за межами передмість Житомира. Тут на початку ХХ століття існував хутір «Марьяновка при Цмоковке». У 1906 році хутір «Марьяновка при Цмоковке» Левківської волості Житомирського повіту має 2 двори та 6 мешканців, розташований в п'яти верстах від Житомира.
Станом на початок ХХ століття забудова Мар'янівки зосереджувалася вздовж нинішньої вулиці Якова Зайка (до перехрестя з нинішньою вулицею Саєнка), а також вздовж початку вулиці Саєнка (до річки Вошивиці). Східніше річки Вошивиці, на теренах Смоківки забудова у вигляді розташованих на значній віддалі один від одного дворів.
Станом на 1930 — 1940 рр. забудова вздовж нинішньої вулиці Якова Зайка сформувалася до з'єднання з нинішнім 1-м Мар'янівським провулком, південна сторона якого була забудованою до нинішньої Фруктової вулиці.
Переважаюча забудова на Мар'янівці здійснювалася у 1950 — 1960 рр. Тоді сформувалася мережа Транзитних, Мар'янівських провулків та ліній, забудова яких постала на осушеному Смоківському болоті.
У 1990-х роках здійснювалося будівництво нового масиву садибної забудови Мар'янівки між річками Крошенкою й Ставровкою. Тут у 1989 році запроєктовані й отримали нові назви вулиці Мар'янівська, Руданська, Хіміків, проїзди Волошковий, Затишний.